# 柯霍氏法則

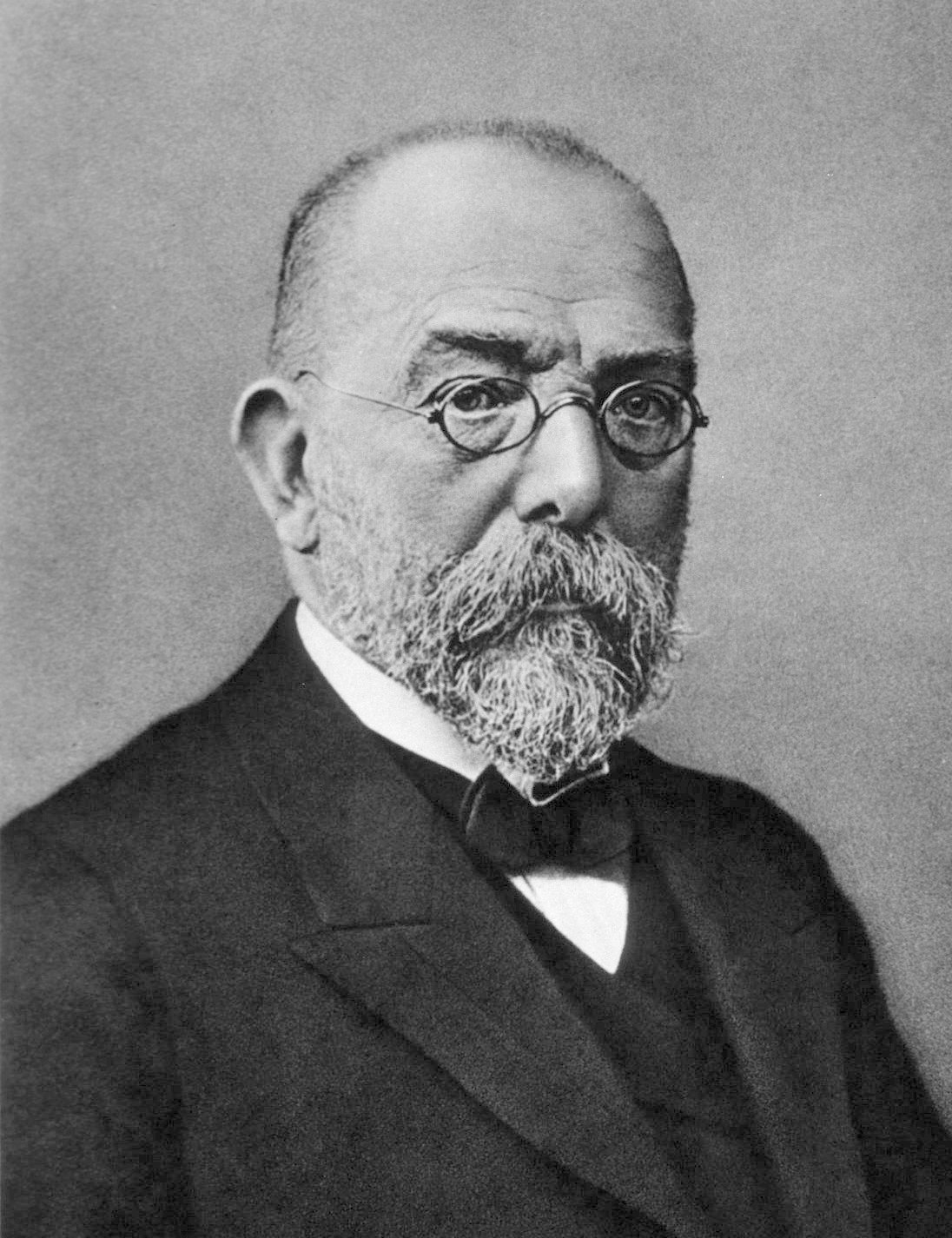
德國細菌學家羅伯·柯霍。

，又稱柯霍假說、亨勒－柯霍法則，是由四項標準組成的一套研究思維，用以建立疾病和微生物之間的因果關係，此法則由柯霍和勒夫勒共同於1884年將理論公式化，並於1890年由柯霍獨立修正後公諸於世，並以此為基礎建立炭疽和結核的病原學，但這套思維已被廣泛運用在其他許多疾病上。

## 柯霍氏法則
柯霍氏法則主要分為四项：
1. 病體罹病部位經常可以找到大量的病原體，而在健康活體中找不到這些病原體。
2. 病原體可被分離並在培養基中進行培養，並記錄各項特徵。
3. 純粹培養的病原體應該接種至與病株相同品種的健康植株，並產生與病株相同的病徵。
4. 從接種的病株上以相同的分離方法應能再分離出病原，且其特徵與由原病株分離者應完全相同。

## 理論缺陷
1893年發現有些霍亂帶原者以及傷寒瑪莉等案例並無任何症狀表現，因此柯霍後來又將第一條原則後半刪去。後來在小兒麻痺、疱疹、愛滋病、C型肝炎都有類似發現，甚至今日幾乎所有醫師和病毒學家都認同小兒麻痺病毒只會對少數感染者造成癱瘓。
第三條原則也同樣不盡完美，柯霍本身也在1884年發現霍亂、結核等疾病未必能在不同個體產生相同表現，以今日之觀點，愛滋病毒無法感染CCR5 Δ32基因刪除的個體。
柯霍氏法則發展於十九世紀，是以當時技術水準能用來辨認病原體的技術通則。但柯霍生活的年代，已有許多疾病明顯和某些物質相關，卻無法符合這套法則的檢驗。而過於信任這套研究方法的學界，也在無法透過培養基分離培養病毒的情況下，導致病毒學發展窒礙難行。目前，已有不少疾病證實為某種病原體造成，卻不能滿足柯霍提出的理論。因此，雖然柯霍氏法則在史上占有一席之地，也持續對微生物診斷有所幫助，但目前研究已無要求必須完全符合四項準則考驗。